# Abd-ar-Rahman I ad-Dàkhil
Abd-ar-Rahman I ad-Dàkhil o Abd-ar-Rahman ibn Muàwiya ibn Hixam (àrab: عبد الرحمن الداخل, ʿAbd ar-Raḥmān ad-Dāẖil) (731- 30 de setembre del 788) fou el primer emir omeia de Còrdova. El seu malnom ad-Dàkhil vol dir ‘l'Emigrant’. Era fill de Muàwiya ibn Hixam.
Durant la persecució contra els omeies després de la batalla del riu Zab va poder fugir secretament a Palestina, i junt amb el seu llibert Badr se'n va anar cap a Egipte i després a Ifríqiya. Allí l'actitud hostil del governador Abd-ar-Rahman ibn Habib el va obligar a fugir al Magrib i va viure durant un temps a la regió de Tahart; després va demanar asil a la tribu amaziga dels Miknasa i després als Nafza a la costa mediterrània marroquina, basant-se en el fet que la seva mare era una captiva d'aquesta tribu.

## Desembarcament a l'Àndalus
Com que els amazics no estaven disposats a ajudar-lo en una hipotètica presa del poder, va decidir passar a una Hispània enfrontada entre qaysites i iemenites, traient profit de la situació i de l'arribada de clients dels omeies dirigits per Balj ibn Bixr, que van formar una sèrie de junds sirians que en certa manera van agafar el control de part d'Andalusia. Badr preparà el terreny i va obtenir una sèrie de suports i llavors Abd-ar-Rahman va venir del Marroc desembarcant a Almuñécar el 14 d'agost del 755. Es va instal·lar a Torrox.
El 756 Ixbíliya (Sevilla) li va obrir les portes i llavors va atacar Qúrtuba (Còrdova), defensada per Abd-ar-Rahman Abu-l-Zayd, fill del valí Yússuf al-Fihrí i el va vèncer a Marj Ràhita; Còrdova va quedar assetjada; deu mil homes es van encarregar del setge sota la direcció de Tammam ibn Àlqama, un dels xeics que li havia donat suport des del primer moment; el cap iemenita Abu-s-Sabbah el va intentar matar però no fou secundat pels seus soldats. Poc després el nou emir entrava a Còrdova on va deixar de governador a Abu-Uthman. Però Yússuf al-Fihrí no havia deposat les armes i va intentar recuperar Còrdova atacant per la vall de Navafría, i va entrar a la ciutat però va haver de fugir quan Abd-ar-Rahman va retornar amb lels seus homes. Abd-ar-Rahman va marxar contra les forces de l'emir Yússuf i el seu lloctinent as-Sumayl i es va travar combat en la batalla d'Alameda el 14 i 15 de maig del 758; l'omeia va obtenir una victòria completa i alguns xeics que donaven suport a Yússuf van morir. El nou emir va fer suprimir de la khutba (oració) el nom del califa deixant entendre que ara el seu emirat era independent del Califat Abbàssida.
Yússuf i as-Sumayl es van retirar a Granada fins que Yússuf per consell de as-Sumayl va abdicar el títol d'emir i va reconèixer al príncep omeia com a emir, els xeics el van reconèixer igualment, i el país va quedar pacificat.
En una expedició al Regne d'Astúries comandada per Úmar, un dels fills d'Abd-ar-Rahman, en la batalla de Pontumio Fruela I d'Astúries va derrotar els musulmans i matar el seu comandant.

## Les revoltes contra el nou emir
Yússuf al-Fihrí i as-Sumayl van tornar a intentar recuperar el poder el 759. Van reunir 20.000 homes a Tulaytula i van atacar Almuñecar però foren derrotats per Abd-al-Màlik ibn Úmar, havent-se de refugiar a Tulàytula, però els seus habitants van decapitar a Yússuf i van enviar el seu cap a l'emir. As-Sumayl fou fet presoner i executat poc després.
Tres fills de Yússuf van seguir la lluita; un d'aquests, Abu-Zayd, va morir poc després en una escaramussa; Muhàmmad ibn Yússuf fou capturat prop de Toledo (760); i el tercer, Qàssim, va resistir algun temps i fou derrotat per Tammam ibn Àlqama, i empresonat a Còrdova, però després alliberat. Fou en aquest temps (vers 759) quan els omeies van evacuar Septimània.
El 762 Toledo es va revoltar sota la direcció d'Hixem ben Adra, parent de Yússuf al-Fihrí. El fill d'aquest, Qàssim, que havia estat alliberat, es va unir a la revolta. Toledo va quedar en poder dels rebels excepte la fortalesa. Les forces lleials d'Abu-Ghàlib Tammam ibn Àlqama juntament amb el mawla Badr va participar decisivament en la conquesta de la ciutat en 764.
El 763 els abbàssides van enviar una expedició que va desembarcar a l'Algarve dirigits per Alí ibn Mughith i l'emir va pactar amb els rebels toledans i es va dirigir a fer front a la invasió. Els abbàssides foren derrotats prop de Badajoz i el seu cap va morir. Els rebels van arribar a ocupar Medina Sidonia i Isbiliya. Assetjats per les forces omeies a Sidònia van haver de capitular el 765. Hixem fou capturat i executat; Qàssim es va poder refugiar a Toledo que fou ocupada per Tammam ibn Àlqama; Qàssim va fugir una vegada més.
El 766 el governador de Meknes Abd-al-Ghàfir va desembarcar a l'Àndalus per afavorir els amazics i es va establir a les serres d'Antequera i Ronda però en fou expulsat pel valí d'Elvira (Granada) Asad ben Abd-ar-Rahman, però la mort d'aquest va deixar altre cop el camp lliure al governador de Meknes, que es va apoderar d'Arcos i Sidònia fins que Abd-ar-Rahman I en persona el va derrotar i el va fer executar prop d'Écija a la riba del riu Genil.
El 768 es va produir una gran revolta dels amazics dirigits per Ibn Sakya, a la regió de Santaver (Shantabariyya), a la moderna província de Conca, que deia ser membre de la família alida. Des de Meknes es van rebre reforços dirigits per Abd-Al·lah ibn Habib as-Siqlabí, que va desembarcar a Tortosa, però prop d'allí fou derrotat i mort, encara que la major part de les forces desembarcades es van poder reunir a Ibn Sakya i els rebels es van poder apoderar de tota Andalusia occidental, incloent Sevilla que van perdre poc després. Ibn Sakya va establir el seu quarter general a Alfarafe (moderna San Juan de Alfarafe) i va passar a l'ofensiva el 772; va entrar altre cop a Sevilla que fou saquejada, però fou derrotat per Abd-al-Màlik ibn Úmar es va haver de retirar cap a Castala (moderna Cazalla) i Alfarafe. Aquesta darrera va caure en mans dels omeies el 773 amb el que la revolta amaziga es va pràcticament acabar.
El 773 el fill de l'emir, Abd-Al·lah ibn Abd-ar-Rahman, fou nomenat governador de Mèrida; això va accelerar la lluita per la successió que mantenia fins llavors soterradament, amb el seu germà Sulayman ibn Abd-ar-Rahman.

## La revolta d'Al-Tagr al-Ala

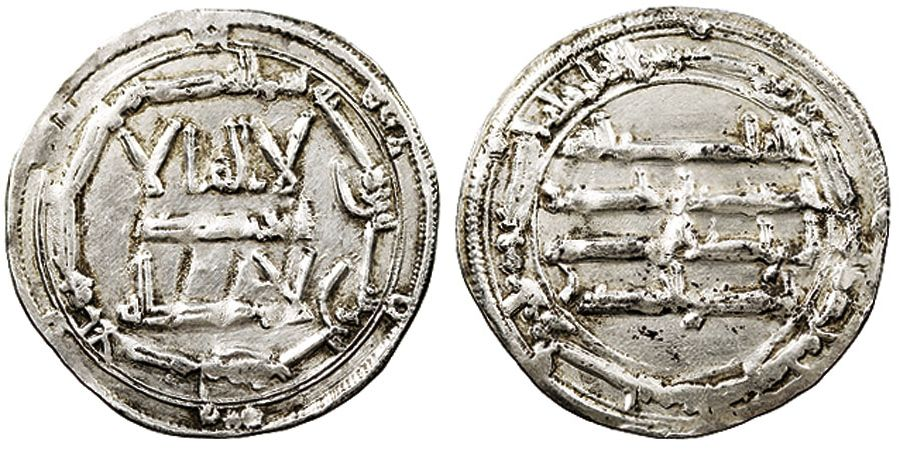
Dínar d'Abd-ar-Rahman I

El governador de Saraqusta, Hussayn al-Ansarí, va planejar la restauració del poder del Califat Abbàssida el 777. Va rebre el suport d'Abd-ar-Rahman al-Fihrí as-Siqlabí, parent del darrer emir dependent Yússuf al-Fihrí, que va desembarcar a terres catalanes i va entrar en contacte amb el valí de Madinat Barshiluna Sulayman ibn Yaqdhan al-Kalbí al-Arabí, el qual es va unir a la revolta. Sulayman va viatjar a Paderborn i va oferir a Carlemany la submissió d'ambdós, però segurament es va excedir amb les promeses, perquè Hussayn no estava disposat a lliurar Saragossa als francs.
El 778 Hussayn es va proclamar emir en nom del califa abbàssida de Bagdad mentre Carlemany va creuar els Pirineus, va ocupar Pamplona i va anar cap a Saragossa; però l'esquadra d'as-Siqlabí fou incendiada a Tudmir (Múrcia) i les seves forces foren envoltades a unes muntanyes properes a València; quan Carlemany va arribar a Saragossa, el governador o emir no li va voler lliurar la ciutat i va al·legar que ell, personalment, no havia promès res. Carlemany va assetjar la ciutat sense succés i al cap d'un mes, suposadament després de rebre notícies d'un aixecament dels saxons, es va retirar; i a l'estiu, en la retirada, el seu exèrcit va sofrir una greu desfeta a Roncesvalls a mans dels vascons (baixkunix en àrab). L'emir de Còrdova va deposar Hussayn i nomenà al seu lloc Abd-ar-Melek ibn Umar. Aquest va anar a prendre possessió del seu govern, cosa que va aconseguir pel suport que li van donar les ciutats d'Osca i Tudela. Hussayn fou fet presoner (870/871), però va poder conservar el càrrec a canvi d'una promesa de lleialtat. Abd-ar-Rahman al-Fihrí, que resistia a les muntanyes de València, fou assassinat per un dels seus per cobrar la recompensa oferta. El regne de Tudmir, governat per Atanagild, que segurament havia donat suport a aquesta revolta, fou probablement suprimit.
En aquests anys forces favorables als francs van actuar també a Urgell, Girona (785) i Septimània. Girona (Jarunda) va passar a mans dels francs i els hispans, junt amb altres llocs del nord de Catalunya, el 785. Les forces rebels que restaven, dirigides per Muhàmmad ibn Yússuf al-Fihrí foren derrotades a la riba del Guadalimar el 24 de setembre del 784.
El 788 el tercer fill de l'emir, Hixam, es va declarar hereu passant pel davant dels seus germans Sulayman ibn Abd-ar-Rahman i Abd-Al·lah ibn Abd-ar-Rahman. Abd-ar-Rahman va morir el 30 de setembre i Hixam I fou proclamat successor.